# Gare de Surdon
Ne pas confondre avec le village de Surdon.
La gare de Surdon est une gare ferroviaire française des lignes du Mans à Mézidon et de Saint-Cyr à Surdon, située sur le territoire de la commune du Château-d'Almenêches, au lieu-dit Surdon Gare, dans le département de l'Orne, en région Normandie.
C'est une halte de la Société nationale des chemins de fer français (SNCF), desservie par les trains du réseau TER Normandie.

## Situation ferroviaire
Établie à 173 mètres d'altitude, la gare de Surdon est située au point kilométrique (PK) 84,347 de la ligne du Mans à Mézidon, entre les gares ouvertes d'Alençon et d'Argentan. Elle est séparée d'Alençon par la gare de Sées ; et d'Argentan par la gare rasée d'Almenèches.
Gare de bifurcation, elle est également le terminus, au PK 181,833, de la ligne de Saint-Cyr à Surdon, la précédente gare ouverte est L'Aigle. Elle est séparée de cette dernière par les gares aujourd'hui fermées de Nonant-le-Pin et Le Merlerault, l'ancienne halte de Planches, et la halte encore desservie de Sainte-Gauburge.

## Histoire
Elle est mise en service le 5 août 1867, avec l'ouverture de la section entre les gares de L'Aigle et de Surdon.
En 1999, une nouvelle gare (quai et bâtiment voyageur) a été construite 90 m plus loin, en direction d'Argentan (Photo). L'ancien bâtiment voyageurs existe toujours, mais n'est plus utilisé par la SNCF.

## Service des voyageurs

### Accueil
Halte de la SNCF, elle dispose d'un automate permettant l'achat des titres de transport régionaux.
Elle est équipée d'un quai central encadré par deux voies, ainsi que de voies de service. Le changement de quai s'effectue par un platelage posé entre le quai central et le bâtiment voyageur.

### Desserte
La gare est desservie par deux lignes commerciales : 
- Paris - Dreux - Argentan - Granville (réseau TER Normandie)[3] et
- Caen - Le Mans - Tours .

### Intermodalité
La gare est desservie par la ligne d'autocars TER Normandie Surdon - L'Aigle. Un parc à vélos est aménagé à ses abords.

## Service des marchandises
Cette gare est théoriquement ouverte au trafic du fret, mais elle ne dispose ni de personnel ni de quai pour y charger ou décharger des marchandises.